# 异猫尾藓
异猫尾藓（学名：Isothecium subdiversiforme）为船叶藓科猫尾藓属下的一个种。